# 1950年代上海
1949年5月27日，陳毅（中共開國十大元帥之一）率领的中国人民解放军第三野戰軍（简称三野）攻占上海。陳毅擔任第一任上海市市長。保持了中国工业中心的地位。

## 三大运动
中华人民共和国建政初期，开展了3个大规模的政治运动——抗美援朝、土地改革和镇压反革命。
1950年10月，中华人民共和国以“中国人民志愿军”的名义大规模介入朝鲜战争，毛泽东的号召“抗美援朝，保家卫国”成为国内普遍宣传的政治口号，开始广泛进行“反对美帝国主义及其走狗”的政治宣传。
1950年10月10日，《关于镇压反革命活动的指示》（双十指示）发表，镇压反革命运动（镇反运动）在全国范围内大规模开展。1951年1月5日，上海市军管会颁布《对反动党团特务人员实施登记办法》，明令一切居住上海市的国民党（区分部委员以上人员）、三民主义青年团（分队长以上人员）、国民党军队（1946年7月后曾任连长以上的国民党员、三青团员）、中国青年党（区党部委员以上人员）、民主社会党（区支部委员以上人员）、国民党国防部保密局（原军统局）一切公开与秘密组织人员、国民党国防部二厅一切公开与秘密组织人员、国民党内政部调查局（原中统局）一切公开与秘密组织人员、国民党国防部青年救国团成员、大上海青年服务总队（分队长以上人员）、国民党社会部上海市工人福利委员会（各级干部及护工总队分队长以上人员）等组织人员进行登记。至1951年8月，登记工作基本结束，登记人员共26896人。
1951年2月21日，政务院出台《中华人民共和国惩治反革命条例》，镇压对象包括“匪首、惯匪、恶霸、特务、反动会门头子”。
4月27日深夜12时，上海市出动军警、干部、工人、学生、农民35889人，组成4445个行动小组，至28日黎明，共捕获土匪、恶霸、特务、反动党团骨干和反动会道门头子五类反革命分子8359人。至5月5日，又捕获651人，合计9010人。4月29日，中共上海市委在逸园体育场（今文化广场）召开1万余人参加的大会，副市长潘汉年和市公安局局长扬帆主持大会，随后对军统保密局苏浙特别站站长封企曾等9人进行控诉和公审，判处死刑。4月30日，市军管会军法处又判处285人死刑。同时，全市成立了1000多个群众组织，递交揭发反革命分子的检举材料4万余份，公安机关又先后逮捕反革命分子1500余人。6月13日以后，上海镇反运动的高潮过去，进入清理积案阶段，可捕可不捕的不再逮捕，已经逮捕可杀可不杀的不再杀。由于上海市拘押人犯场所已人满为患，1951年11月，将8100名一般刑事犯和判处10年以下徒刑的反革命犯，解往延安和皖北治淮工地劳动改造。对判处重刑和死刑缓刑犯，则羁押在上海市监狱服刑，组织他们在制鞋、印刷、缝纫等8个工厂中劳动改造。
。

## 三反五反运动
1951年，中华人民共和国政府先是在国家机关和企业中开展的“反贪污”“反浪费”“反官僚主义”的“三反”运动；随后又在私营企业中进行“反行贿”“反偷税漏税”“反偷工减料”“反盗骗国家财产”“反盗窃国家经济情报”的“五反”运动。
有研究“三反”和“五反”运动的学者攒文描述过当时情形：自二月中旬起，各地即恶噩频传，仅上海一处，自杀、中风、与发神经者，即不下万人。自杀方式，以跳楼、跃江、触电、吊颈者为最多，毒烈药品，尤其是安眠药片，早已禁止发售，故欲求安卧而死，亦不可得。法国公园与兆丰花园楼丛中，经常悬死三五人不等，马路之上，常见有人自高楼跳下，跳黄浦者更多，棺材店一扫而空，当局为节约木料，以“反浪费”为名，禁止添制棺木，遂大开火葬场，而亦时常客满。

## 三自爱国运动
1949年中共在大陆执政以后，原来主要由西方差会资助的各大公会，在政治形势变化并失去经济来源以后，信徒人数严重流失，很快都“认清形势”，“与帝国主义划清了界限”，积极主动在政治上靠拢新政府，并在传福音方面采取低调。1950年－1951年，政府主导的三自爱国运动和控诉运动陆续开展。
1950年4月，国务院总理周恩來在北京3次接见基督教人士，要求中国基督教会“必须肃清其内部的帝国主义的影响与力量”7月28日，中华基督教青年会全国协会出版组主任吳耀宗、中华基督教青年会全国协会总干事涂羽卿、副总干事江文汉、事工组主任刘良模、中华基督教会全国总会总干事崔宪详、中华基督教女青年会总干事邓裕志等40名基督教人士聯名發表《中國基督教在新中國建設中努力的途徑》公开信，并征求各地基督教教徒签名。9月23日，宣言和1527人的签名在《人民日報》全文刊登，后被称作《三自宣言》
1951年3月，上海的前电影明星、自由传道人顾仁恩在青岛布道，被政府以散布反动言论的罪名逮捕。卫理公会华西年议会会督陈文渊（1897年－1968年）也在上海被捕。同年4月份的北京基督教会议上，他们成为最早受批判的4位中国教会领袖之一（另2位梁小初、朱友渔在海外），卫理公会华北年议会会督江长川控诉陈文渊私下和公开支持蒋介石政权，青岛基督教联合会书记王重生控诉顾仁恩是“披着宗教外衣的美国特务”、“散布亲美、崇美思想”，并问：“像顾仁恩这样的人，该杀不该杀？”，台下怒吼：“该杀！该杀！”。顾仁恩被判刑十五年，送到青海勞改，被释放后由于无处可去，只能回到青海，最后在那里去世。
6月1日，中华全国基督教协进会在上海西藏路慕尔堂，由副會長崔憲詳带头，舉行1200人的控訴大會，控訴協進會是30年来「美帝」侵略中國的代理人。此后，協進會这个全國教會的聯合機構基本宣告死亡。6月10日，三自革新運動委員會筹备会，借逸园跑狗场举行全上海基督教的万人控訴大会。吳耀宗带头，然后各教派的教会领袖，包括江長川（卫理公会）、邓裕志（女青年会）、胡祖蔭（广学会义务总干事）、徐华（安息日会会长）、吴永泉（基督徒学联会）、贾玉铭（長老会）、杨绍唐（内地会）、竺规身（灵工团监督）、崔憲詳（中華基督教會）、吴高梓（中華全國基督教協進會）等人，一一上台控訴。而被控訴的對象，包括安迪生（美）、黃安素（美）、畢範宇（美）、陳文淵、梁小初、黃仁霖（已逃离大陆）等中外人士。大會的政治气氛极其浓郁。
在此前的5月19日，刘良模在「天风」週刊上发表《怎樣開好控訴會》，批判「超政治」的“落后思想”，鼓动一向强调爱心的基督徒要站穩自己“人民的立場”，破除情面，徹底、痛痛快快和盤托出，“精彩的控訴應記下來交給當地報紙發表”。控诉运动也波及到一些以属灵著称的团体，如灵粮堂和地方教会（基督徒聚会处）。这些团体中长期受属灵熏陶的基督徒在这期间自有其独特的痛苦经历。  通过控诉运动，「三自革新運動委員會」得以控制全國大部分教會。

1954年，中國基督教三自愛國運動委員會成立，吳耀宗出任主席，6位副主席分别是陳見真（聖公會）、吳貽芳（金陵女子大学）、陳崇桂（重慶神學院）、江長川（衛理公會）、崔憲詳（中華基督教會）和丁玉璋（女青年會）；常務委員則高達四十位，除了前面所列的七位之外，他們是王梓仲、王俊賢、田景福、李壽葆、邵鏡三、竺規身、吳高梓、周福庆（灵粮堂）、施如璋、塗羽卿、唐守临（地方教会）、孫鵬翕、戚庆才（浸信会）、焦維真、程步雲、喻筠、張光旭、賈玉銘、楊紹唐、鄭錫三、鄧裕志、趙紫宸、熊真沛、蔣翼振、蔣約翰、鮑哲慶、謝永欽以及丁光訓、江文漢、劉良模、鄭建業、沈德溶、李儲文等人。這份常委名單與三年前的中國基督教抗美援朝三自革新運動委員會籌委會的委員名單相比較，原本列名常委的韋卓民與敬奠瀛已經因被控訴或即將被控訴而不列名其上。
在天主教方面，1951年6月6日，上海市军管会查封梵蒂冈设在上海岳阳路197号的天主教教务协进会（Catholic Centre Bureau）。10月6日，逮捕圣母军负责人莫克勤（爱尔兰籍），10月8日，市军管会宣布取缔圣母军。1953年6月15日晚，逮捕13名“间谍”，6月17日，帝王堂一批加入公教青年团的学生信徒（主要来自第二医学院和向明中学）进行游行示威。
这一时期，天主教上海教区主教龚品梅抵制中国政府对天主教会的“改造”和“渗透”，让教徒继续接受梵蒂冈的领导，拒绝在教会内部开展“反帝爱国运动”，他组织并亲自督导了“不投降、不退让、不出卖”的中华圣母军支团，阻止圣母军成员向政府登记和退团，拒不参加官方教会“中国天主教爱国会”。1955年9月8日晚，龚品梅、金鲁贤等183人在上海被逮捕入狱。1960年3月，龚以“龚品梅反革命集团”首犯的罪名，被判处无期徒刑，剥夺政治权利终身。龚被关押30年后被释放。
当时，由中国信徒自己创立的基督徒团体地方教会认为自己早就实行了“三自”原则，在1949年以后的最初两三年内基本未受政局影响，继续大传福音，大讲属灵生命之道，继续迅速扩展，甚至达到历史上的鼎盛时期。其领袖倪柝声于1950年3月从香港返回上海，以照料大陆上的数百处地方教会。1950年7月，在土改运动中，福建鼓岭“执事之家”的教会房地产被没收，全国地方教会有上万信徒写信给政府要求保留。1952年4月，倪柝声在东北被秘密逮捕关押。4年之后，1956年1月29日晚，地方教会的同工俞成华（同年病故）、汪佩真、李渊如、张愚之、蓝志一等30人在上海被捕，同年，被作为“倪柝声反革命集团”公开控诉，倪柝声被捏造出一连串政治、经济、道德方面的罪名，批倒批臭。从2月8日起，市公安局举办倪柝声反革命集团罪证展览会，组织1.3万多人参观。倪被判刑15年，关进上海提篮桥监狱，1972年在安徽省广德县白茅岭监狱（属于上海市管理）去世。上海地方教会经过改组，由公开批判倪柝声的唐守临、任钟祥负责。。
1958年，上海基督教实行联合礼拜，208个大小教堂被合并为22个，1965年再次减少到11个。联合礼拜场所一般选择较大的教堂。但是，上海容纳信徒最多的地方教会南阳路聚会所建成时间还不到10年，也被迫“献给”国家，后来改为静安体育馆。

## 高校院系调整
1952年，中国各地陆续开始进行高校院系调整，移植苏联模式，将大部分综合性大学撤销，改而建立独立的专门学院，以适应当时国家经济建设急需专业人才的现实需要。上海原来拥有众多的公立、私立和教会综合性大学，这时仅保留1所复旦大学，复旦已经在1950年并入了暨南大学的文、法、商三院，同济大学的文、法两院，以及浙江大学、英士大学的部分系科，这时复旦大学调出法学院、商学院、农学院，分别成立了华东政法学院、上海财经学院和沈阳农学院；而将华东地区的浙江大学、交通大学、南京大学、安徽大学、金陵大学、圣约翰大学、沪江大学、震旦大学、大同大学、光华大学、大夏大学、上海学院、中华工商专科学校、民治新闻专科学校等高等院校的文、理科有关系科并入复旦大学。上海的其他综合性大学，如大夏大学、光华大学、持志大学、大同大学，这时全部撤销。
原来的教会大学虽然已经在1951年脱离了与西方差会的关系，在此次的高校院系调整中仍然全部被撤销，并被拆分成许多部分，并入其他院校，原有校址一般新建与原有学校没有任何继承关系的高校。圣约翰大学在万航渡路的校址交给新成立的华东政法学院，其文、理学院大部分分别并入华东师范大学和复旦大学。沪江大学在军工路的校址改办上海机器制造学校（今上海理工大学），文理学院和商学院分别主要并入复旦大学和上海财经学院（今上海财经大学）。圣约翰大学和震旦大学的医学院合并成立上海第二医学院（后改名为上海第二医科大学，设在重庆南路的震旦大学原址，2005年改为上海交通大学医学院）。东吴大学在上海的法学院也于院系调整中撤销，法律系师生转入华东政法学院，会计系并往上海财经学院，虹口区昆山路校址改作他用。
由于上海集中了众多高等教育资源，许多高校被迁往内地。如同济大学的医学院被内迁武汉，交通大学原拟全部内迁西安，后来改为大部分内迁西安，小部分留在上海继续开办。

## 取缔一贯道
1952年11月，中国大陆发动大规模的取缔会道门的行动。1953年5月26日，上海市警方采取行动，逮捕一贯道等会道门道首和骨干分子614人，5月30日，上海市军管会宣布取缔一贯道、九宫道、同善社、一心天道龙华圣教会、西乾道、老母道、道德学社、道法教统、崇德社9个会道门，规定这9个会道门和另外43种会道门的办道人员，均需到所在地公安分局进行登记，保证停止一切活动。道徒必须退出组织。到年底，共有办道人员10621人到公安机关登记，道徒32.24万人声明退道。6月11日，市军管会军法处组成7个军事法庭，举行9万多人参加的公判大会，判处65人死刑，942人徒刑，819人管制。

## 反右运动
1957年，5月1日，《人民日报》刊载了中共中央在4月27日发出的《关于整风运动的指示》，号召党外人士“大鸣大放”，给共产党和政府提意见，帮助共产党整风。毛泽东在上海幹部会议讲话，把章伯钧、罗隆基、章乃器、陈仁炳（复旦大学历史系教授）、彭文应、陆诒和、孙大雨（1905年－1997年，翻译家、诗人、莎士比亚学者，复旦大学英文教授）点名列为右派分子。他们都是在国共内战期间倾向中共的知识分子，加入民盟等民主党派，曾经激烈批评蒋中正政府。孙大雨曾在肃反运动中由于藐视苏联专家而受到整肃，于是他转而在市政协会议上发言，控诉曾经打击他的复旦大学党委书记、市高教局主任等人是反革命集团，并向毛泽东、周恩来写信检举。，又被这些人联名向上海市人民检察院控以诽谤罪名，1958年6月2日，孙大雨被上海市人民法院判处有期徒刑六年。

## 工人新村
1950年代，上海市陆续在城郊结合地带建造了一批工人新村：位于普陀区的曹杨新村、位于杨浦区的鞍山新村等等。

## 郊县划入
1950年代，原有的十多个直辖市陆续被裁撤，最后只剩下上海和北京2个直辖市。1958年，江苏省的松江专区的上海、嘉定、宝山、松江、金山、川沙、南汇、奉贤、青浦9县以及南通专区的崇明县，共10个县划归上海市，使上海市辖区范围从636平方公里猛增到5910平方公里。